# لین هوچیسون
لین هوچیسون (به انگلیسی: Lynne Hutchison) ژیمناست زادهٔ ۱۰ نوامبر ۱۹۹۴ میلادی اهل کشور بریتانیا است.